# 이정우 (경제학자)
이정우(李廷雨, 1950년 8월 31일 ~ )는 대한민국의 경제학자이다.
경북고등학교와 서울대학교를 졸업하고 하버드 대학교 대학원에서 석사 및 박사 학위를 취득했으며, 경북대학교 경상대학 경제통상학부에서 2015년까지 교수로 재직했다.
대표적인 진보 성향의 경제학자로, 참여정부 시절에는 청와대 대통령 자문 정책기획위원장을 역임했다.
2018년 8월 13일에 한국장학재단의 제4대 이사장으로 취임했다.